# Łapka
Łapka – wieś w Polsce położona w województwie warmińsko-mazurskim, w powiecie olsztyńskim, w gminie Barczewo.
W latach 1975–1998 miejscowość administracyjnie należała do województwa olsztyńskiego. Wieś znajduje się w historycznym regionie Warmia.
Wieś jest siedzibą sołectwa. W miejscowości znajduje się żwirownia oraz betoniarnia.